# Miguel Murillo
Miguel Murillo (La Paz, 24 marzo 1898 – 12 febbraio 1968) è stato un calciatore boliviano, di ruolo portiere.

## Carriera
Fece parte del Mondiale del 1930 con la Nazionale boliviana.